# Брылкин, Владимир Николаевич
Владимир Николаевич Брылкин (2 (14) апреля 1832 — 3 (15) ноября 1899) — контр-адмирал Российского императорского флота, комендант Кронштадта.

## Биография
Воспитывался в Морском кадетском корпусе, произведён в гардемарины 17 августа 1847 года, в мичманы 1 июня 1849 года.
Начал морскую карьеру на Балтийском море на бриге «Аякс». В 1853 году отправился на корвете «Наварин» из Кронштадта к берегам Камчатки, но вследствие повреждения корвета от шторма в Северном море был переведён в Ригу, где служил в составе Рижского батальона гребной флотилии.
За участие в ходе Крымской войны в бою 29 июля 1855 года русских 12 канонерских лодок (командовал КЛ № 5) с 84-пушечным кораблем Hawke и корветом Desperate Королевского флота Великобритании у устья Западной Двины В. Н. Брылкин был награждён орденом Св. Станислава 3-й степени с мечами. 
В 1856 году на винтовом фрегате «Полкан» перешёл из Кронштадта в Средиземное море. В 1860 году командовал яхтой «Опыт», ходил между Кронштадтом и Санкт-Петербургом. В 1861 году был у проводки фрегата «Дмитрий Донской» от Петербурга до Кронштадта, в 1862—1865 годах плавал на нём в должности старшего офицера в Атлантическом океане. 29 июля 1863 года произведён в капитан-лейтенанты. В 1865 году — командир клипера «Яхонт» в Тихом океане.
После войны Брылкин совершил несколько заграничных походов, а в 1865—1867 годах, командуя клипером «Изумруд» и в 1869—1872 годах клипером «Алмаз», находился в кругосветных плаваниях (в перерыве в 1869 году командовал монитором «Смерч»). 9 (21) октября 1867 года «за отличие, оказанное во время кругосветного плавания» награждён орденом Св. Анны 2-й степени. В 1873—1876 годах командовал крейсером «Генерал-Адмирал». В 1875 году в должности флаг-капитана практической эскадры Балтийского моря при вице-адмирале Г. И. Бутакове.
В 1876 году В. Н. Брылкин был назначен начальником отряда судов Морского училища, а в 1883 году назначен членом учёного отделения Морского технического комитета и комитета морских учебных заведений, с зачислением по флоту.
1 января 1886 года В. Н. Брылкин был произведён в контр-адмиралы с назначением младшим флагманом. Расстроенное продолжительными походами здоровье не позволило ему продолжать службу во флоте, и 5 января 1887 года он был назначен кронштадтским комендантом, а в 1892 году произведён в генерал-лейтенанты по адмиралтейству.
Владимир Николаевич Брылкин умер в 1899 году и был похоронен на военном кладбище Кронштадта.
Десятилетие спустя в Военной энциклопедии Сытина о нём были написаны следующие строки: «Редкий моряк эпохи парус. флота и выдающийся педагог, Б. оставил после себя особенно заметный след в качестве нач-ка отряда судов Морск. уч-ща: „брылкинская“ школа дала рус. флоту последние поколения моряков парусного флота, а его приказы по отряду до сих пор служат показателем той высоты, на к-рой стояло в нашем флоте морское дело парусной эпохи».

## Награды
- Орден Св. Станислава 3-й ст. с мечами (1855)
- Бронзовая медаль «В память войны 1853—1856» (1856)
- Орден Св. Анны 3-й ст. (1858)
- Орден Св. Станислава 2-й ст. (1865)
- Орден Св. Анны 2-й ст. (9 октября 1867, императорская корона к ордену в 1872)
- Орден Св. Владимира 4-й ст. с бантом за 18 морских кампаний (1868)
- Орден Св. Владимира 3-й ст. (1877)
- Орден Св. Станислава 1-й ст. (1890)
- Орден Св. Анны 1-й ст. (1894)

Иностранные:
- Неаполитанский орден Святого Георгия и Воссоединения (1857)
- Черногорский орден Князя Даниила I (1858)
- Командор греческого ордена Спасителя (1867)
- Шведский орден Св. Олафа (1875)
- Командор ордена Почётного легиона (1891)